# 火鬼 (妖怪)
火鬼是流传于云南幾個族群的妖怪傳說。在基诺族流傳，發生火灾要举行仪式赶火鬼出寨。阿昌族认为火鬼是狂风和闪电所生，會造成旱災，每年要举行送火鬼仪式；墨江布朗族有類似儀式，将茅草、树皮、草灰等放置于竹箩里，由白摩巫師念咒送火鬼。佤族的《司岗里传说》中記載火熄了可以用鸡蛋「做火鬼」的一種巫術。

## 参看
中国妖怪列表